# 暗いところで待ち合わせ
『暗いところで待ち合わせ』（くらいところでまちあわせ）は、乙一の長編小説である。
幻冬舎から文庫書き下ろしとして2002年（平成14年）に刊行された。2006年（平成18年）映画化され11月25日より単館系で順次公開された。

## ストーリー
目の見えないミチルの家に、殺人容疑で警察に追われたアキヒロという男が逃げ込み、気付かれないように潜み始める。数日後、ミチルは誰かがいることを確信するが、「もし悪い人で、襲われるようなことがあったら、舌を噛み切って死ねばいい」と思い、気付かないふりを続ける。しかし、アキヒロは物音を立てないよう静かにしているだけで、危害を加えるどころか、むしろミチルが大怪我をしそうになるところを助けてくれたりする。そんな二人の奇妙な共同生活。

## 登場人物
本間ミチル（ほんま みちる）
交通事故が原因で視力をほとんど失った女。そのため、大学を中退する。一年前に父を亡くしてからは、一人暮らしをしている。他人と接する事を好まず、カズエと外出する以外はほとんど家に閉じこもっており、居間で寝転んで一日を過ごしている。最初は何も知らないアキヒロの存在をいぶかしんでいたが、さりげなく助けてくれるアキヒロに次第に「悪い人ではない」と思うようになる。
大石アキヒロ（おおいし あきひろ）
一年前に、印刷会社に就職した男。人と接するのが苦手で、いつも周囲から孤立している。職場の先輩の松永とは、お互いに相手を快く思っていなかった。そのせいで陰湿な職場いじめを受けていた。松永の殺人容疑から警察に追われ、ミチルの家に逃げ込み、彼女に気づかれないよう息を潜めるが、細かなことで彼女を助けるようになる。
二葉カズエ（ふたば かずえ）
小学生からのミチルの幼馴染。引きこもり生活を送るようになるミチルに孤独な人生を歩んで欲しくないと心から思っており、何かと理由をつけては外に連れ回す。大学を卒業したが、就職はせずアルバイトをしながら生活している（ミチルも同じ大学だったが、失明の影響で中退）。弟や妹など、家族と暮らしているとみられる。リーダーシップがあり周りを引っ張るタイプだが、小学生の頃は内気な性格だった。目が見えなくなったミチルのたった一つの外部界とのつながりになる。
松永トシオ（まつなが としお）
職場でのアキヒロの先輩。昔、新入社員をいじめていたら辞めてしまった、二股をかけている、などという話を飲み会で自慢する、極めて無神経な人間。アキヒロを見下し、失敗をきつく叱責したりする。駅のホームから突き落とされ、死亡した。
三島ハルミ（みしま はるみ）
ミチルの家の近所に住む。風で飛ばされたミチルの洗濯物を拾った事がきっかけで、ミチルと親しくなる。普段はイタリアンレストラン『メランザーネ』で働いている。
ミチルの父
ミチルが塞ぎこまないように、点字を共に学ぶ。脳卒中で他界。
若木（わかぎ）
職場でのアキヒロの後輩。アキヒロよりも一期下だが、松永に気に入られているためアキヒロよりも良い扱いをされている。

## 映画
『暗いところで待ち合わせ』（英題：Waiting in the Dark）として、2006年（平成18年）11月25日から順次全国公開。

### キャスト
映画版の人物像(上記の原作の登場人物の欄にない事柄の追加や異なる設定などを表記)
本間ミチル
演 - 田中麗奈
中途失明になってまだそれほど日が経っていないため、点字をスラスラと読むことや白杖を使って一人で外出するのが苦手。その一方、家に母親がいなかったこともあり家事全般や身の回りのことは一通り熟せる。家事の中でも特に料理が得意で、カズエから「ミチル(の料理)には絶対勝てない」と評されている。自宅の真向かいに駅があり、踏切の音が鳴ると時々窓を空けて電車が通るのを聞いている。
大石アキヒロ
演 - チェン・ボーリン
勤務先近くにある通勤で利用する駅のホームで電車を待っていた時に、たまたま正面の家の窓から顔を出していたミチルを見かけて興味を持つ。これまで学校でも職場でも、対人関係が上手く築けず自分の居場所を見つけられずに孤独な人生を送ってきている。アパートで一人暮らししている。腕時計は右手首に付けている。
三島ハルミ
演 - 井川遥
カズエから「すごく綺麗な人」と評されている。近所のよしみでミチルが生活で何か困ったことがないかと気にかける。ちなみに自身が働く店は作中の夏に開店したばかりで、店の周りに沢山の緑に囲まれた素敵な外観で、料理の味も中々の評判である。
二葉カズエ
演 - 宮地真緒
ミチルを心配して色々と外との接点を持たせようとするが、父の死後様々なことに怖がり人生を踏み留まっている彼女に徐々にもどかしさを感じるようになる。夏の暑さは好きだが寒いのが苦手で、ミチルからヒマワリに例えられている(ちなみにミチル自身はモウセンゴケと評している)。
若木
演 - 波岡一喜
周りに流されやすく調子がいい性格だが、実は結構びびり(怖がり)体質でアキヒロに凄まれた時は声が出てこないなどの反応を見せる。松永の死亡事件直後にテレビのインタビューに顔出しで応じ、アキヒロについてコメントする。
ミチルの父
演 - 岸部一徳
会社員。ミチルと2人で生活していた。亡くなる直前のミチルの誕生日にプレゼントとしてオルゴール付きの箱と、スイッチを押すと音声で時刻を知らせてくれるペンダント型の時計をあげている。それ以来ミチルはいつもこの時計を身に着け、自宅に誰か来た時などに時刻を確認している。生前は本好きで自身の部屋では、多数の本に囲まれて過ごしていた。
ミチルの母
演 - 大塚良重
ミチルが幼い頃に家を出てしまっているため、ミチルは母のことをほとんど覚えていない。ちなみにミチルが子供の頃に父から伝えられた母の印象が「よく白いシャツを着ていた」ことから、ミチルが目が見えなくなった後も白い服を着た母を頭の中で描いている。
松永トシオ
演 - 佐藤浩市
職場仲間のリーダー的存在。口が上手くてプライドが高く、日常的に自慢話や「どんな女を選ぶかで男の価値は決まる」などと豪語してドヤ顔をしている。これでも一応同僚からは慕われている。海外で何かの商売をしていたことがある。
アキヒロの上司
演 - 佐野史郎
アキヒロが松永たちとの関係が上手くいっていないのを、彼のコミュニケーション不足が原因として忠告する。
ワイドショーの司会者
演 - 津田寛治
テレビ番組で松永の死亡事件を扱い、重要参考人となったアキヒロの学生時代などの人となりを伝え、自分なりに事件を推測する。
レストランの従業員
演 - 原史奈
ハルミと同じく店のホールスタッフ(接客係)をしている。ミチルとカズエが店に初来店した時に写真を撮ってあげる。
ミチルの親族
演 - 入江若葉
親類の女性。ミチルの父の葬儀に訪れ、目の見えないミチルが自宅で一人暮らしをすると言い出したため今後の彼女の生活を心配する。

### スタッフ
- 監督・脚本：天願大介
- 音楽：めいなCo.
- 主題歌：メレンゲ「underworld」
- 製作者：熊澤芳紀、亀山慶二、松原守道、案納俊昭、小西啓介
- プロデュース：小穴勝幸、古賀俊輔
- 企画：佐谷秀美
- 撮影：古谷巧
- 照明：今野健
- 美術：稲垣尚夫
- 録音：矢野正人
- 編集：阿部亙英
- 製作プロダクション：セップ、スープレックス
- 制作協力：ランブルフィッシュ
- 製作：ジェネオン・エンタテインメント、テレビ朝日、アドギア、シィー・スタイル、セップ、ファントム・フィルム
- 配給：ファントム・フィルム

### ロケ地
- 大胡駅（群馬県）